# 格拉斯哥大學
格拉斯哥大学（英語：University of Glasgow）位於英國蘇格蘭格拉斯哥，創立於1451年，是蘇格蘭歷史第二悠久、全英國校齡第四的一所公立研究型大學及世界百強名校。在近六个世纪的发展过程中，格拉斯哥大學培養出许多知名校友，这其中不仅包括「经济学之父」亚当·斯密、首先提出热力学温标概念的开尔文、蒸汽机的改良者詹姆斯·瓦特，以及外科手术消毒技术创立者约瑟夫·李斯特等，還培养出四名现代高等教育大学的创始人。當中值得一提的是，理論物理學家阿爾伯特·愛因斯坦於1933年被格拉斯哥大學授予名譽博士學位。
經超過五個世紀的沉澱，格拉斯哥大学的高教育標準、嚴格的入學要求（入學要求英國第四高）和強大的國際學術研究及僱主聲譽使該大學成為全球各地優秀學生的競爭目的地。格拉斯哥大学同时也是国际大学组织Universitas 21的缔造者之一，以及英国精英大学集团罗素集团的缔约成员。
格拉斯哥大学被英国《星期日泰晤士报》评选为2022年苏格兰年度大学。

## 历史

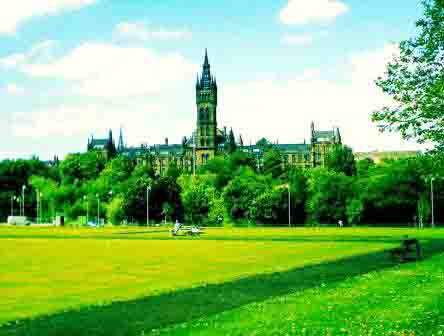
格拉斯哥大学主楼全景图，于2006年夏天在主楼东南侧拍摄。

格拉斯哥大学由苏格兰国王詹姆士二世建议，并由教宗尼各老五世于公元1451年创立的一所公立大学。是英国最古老的四所大学之一，其他三所大学分别是牛津大学、剑桥大学和圣安德鲁斯大学，同时该校也是全球最古老的十所大学之一。
这其中的两所苏格兰大学：格拉斯哥大学与圣安德鲁斯大学，也像牛津大学和剑桥大学一样，从他们创立就开始了友好而激烈的竞争。格拉斯哥大学，以及后来建立的爱丁堡大学，是苏格兰唯二提供全面而专业教学和研究的两所全能型科教大学，而前者的教学研究涵盖了所有当今科学的所有领域，包括心理学、生物学、医学、商業、经济学、管理学、法学、文学、考古学、艺术、物理学、工程学（航太工程，电子工程）等等，就整体而言，是一所综合性大学。

## 现状

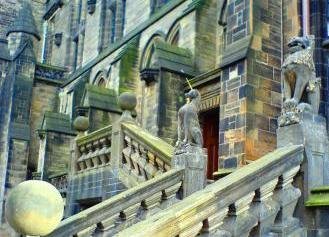
格拉斯哥大学"狮子和独角兽"雕塑(THE LION AND THE UNICORN,英国王室标记)，于2007年春天在主楼西南侧拍摄。

根据英国萨顿研究机构于2006年所作研究，格拉斯哥大学是英国接受社会捐款最多的四所大学之一，2006年捐款额达到1亿2千万英镑，每年接受的学生数量也位于全英第五名。格拉斯哥大学，是国际大学组织Universitas 21的缔造者之一，该大学同时也是英国精英大学集团罗素集团的缔约成员。
格拉斯哥大学校区分布哥市的各个地点，其今日的主校区位于格拉斯哥的西区Gilmorehill位置。此外，在苏格兰的格莱顿地区（Crichton）也有该校的分支研究机构。
2006年2月，格拉斯哥大学總共有15,000名大學部學生與4,000名研究所學生，教職員5,800人。在5,800教职员工中，有3,400名专业研究人士，格拉斯哥大学每年的研究收入高达7千5百万英镑（2003年）。此外，该校包括心理学、生物学、医学、商業、经济学、管理学、法律、工程学（航太工程、海洋工程、电子工程）等在内的90%的专业在2005年的全英研究评估（Research Assessment Exercise, RAE）中被评为满分5+或者5分。
该校同时也是有英国《泰晤士报》评选的全球前100名最优秀的大学之一。

## 建筑

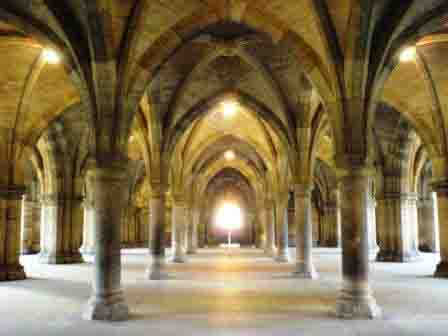
格拉斯哥大学主楼二层中央哥特式回廊，于2005年冬天在回廊内侧拍摄。

格拉斯哥大学最初的建筑群是复杂宗教建筑的一部分，在位于格拉斯哥市的市中心东侧的格拉斯哥大教堂（Glasgow Cathedral）的周围。其后在中世纪，新教和基督教共存的日子里，特别是“新教革新运动”（protestant reformation），格拉斯哥大学使这个城市成为欧洲卓越的新教城市。在17世纪，随着大学影响力的不断成长，大学设施不断扩充，并最终在市中心建立了今日大学的主楼。
在随后的几个世纪，格拉斯哥大学不断精进，并使其成为苏格兰文化的启蒙中心（Scottish Enlightenment）和随后的欧洲工业革命的发源地之一，大学的周围空间也因此发展为苏格兰最为密集的商业中心。而大学自身的发展也因为商业利益的挑战而受到了很大的限制。

因此在1870年，出于商业及学校发展的考量，格拉斯哥市政府（Glasgow City Council）将格拉斯哥大学“原砖”迁移到距离原址3英里的，当时称之为绿区的格拉斯哥市的西区，并最终发展为位于今天卡尔文河（River Kelvin）两岸的教学建筑群（详情参见文章后部的维基卫星影像 Wiki Satellite Imagine）。中世纪著名建筑设计师乔治·吉尔伯特·斯科特爵士（Sir George Gilbert Scott）设计了哥特风格的格拉斯哥大学建筑群。其中最负盛名的建筑是，格拉斯哥大学现在的主楼（Gilbert Scott Building）。

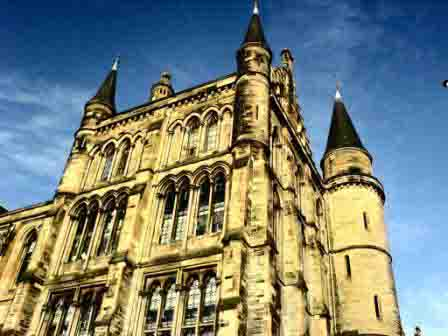
格拉斯哥大学主楼东翼南角，于2005年冬天拍摄。

此主楼由两个正方形并列而成，在二层的空中花园，2个正方形的中间建有一个开放式的回廊，在回廊的上方是巨大的毕业堂（Bute Hall），整个建筑的点睛之笔是其哥特式的钟塔（bell tower）。 而在哥特式的外表之下，主楼内部却是维多利亚式装饰；整个主楼在英国首先使用了钢筋骨架结构，并使用了较轻的房顶，堪称建筑史上的经典之作。

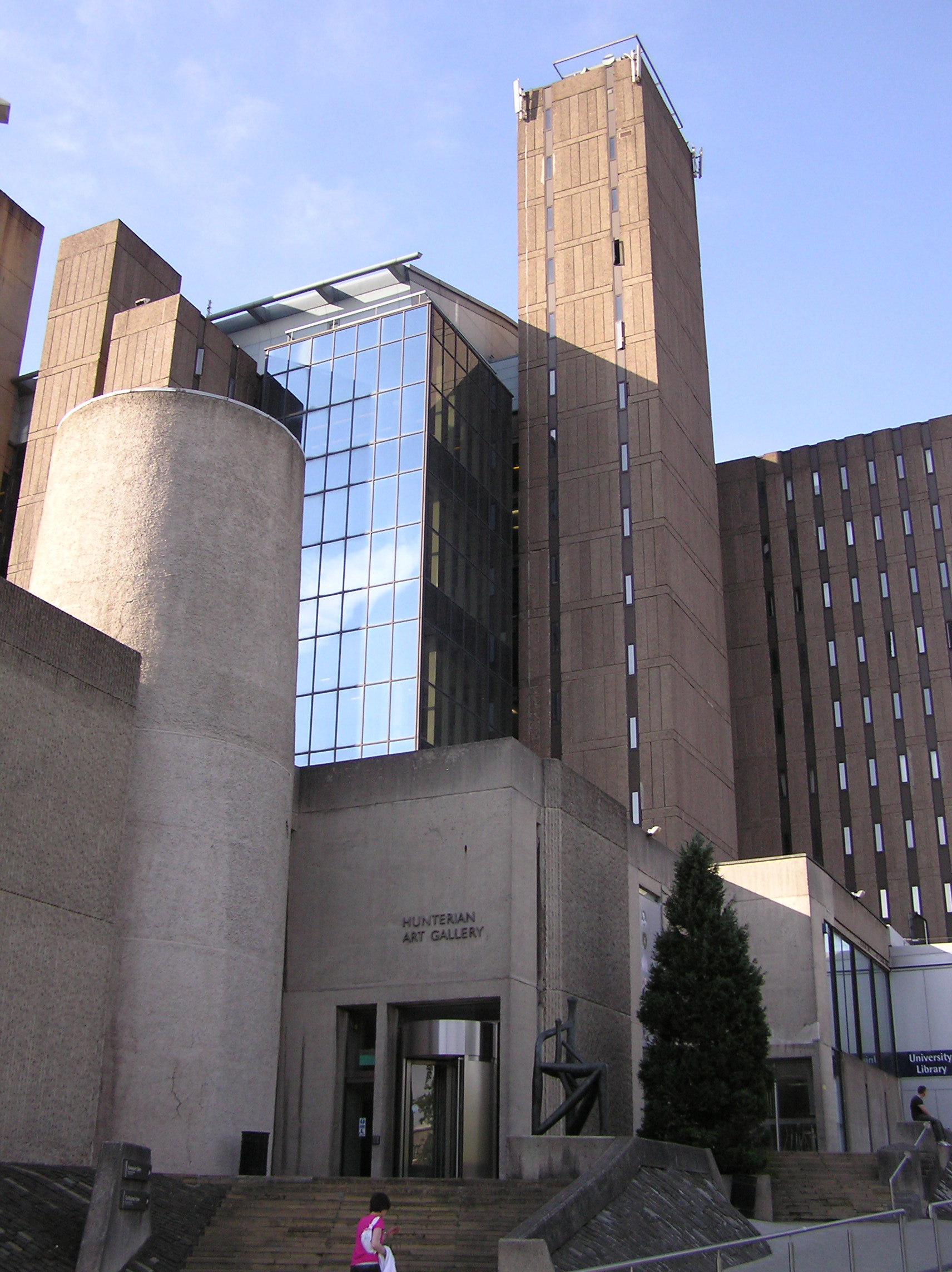
格拉斯哥大学图书馆，该建筑属于“野兽派”建筑。

但学校的发展很快就又被空间所束缚，在随后的日子里，更多的建筑相继完工，学校的教学区也迅速扩展到卡尔文河的两岸。学校现在有2个室内游泳馆、2个健身中心、若干体育场馆分布于主教学区和位于Anniesland的Maryhill宿舍区。
学校在20世纪60年代的高等教育的快速发展中，学校完成了一系列的现代建筑，包括很多野兽派艺术特点的建筑群，数学系建筑群：麦克洛林楼（Maclaurin Building）、博伊德·奥尔楼（Boyd Orr Building）等；以及经济系建筑群：亚当·史密斯楼（Adam Smith Building），海斯廷顿楼（Hetherington Building）都是该派建筑的代表。 而在苏格兰和英格兰交界处的登弗里的克莱顿校区（Crichton Campus），是为某些文科所专门设计的开放式大学校园。
格拉斯哥大学下轄的图书馆群是格拉斯哥大学的骄傲，总数超過85所，是全英国第四大综合图书馆、第三大大学图书馆（仅次于大英图书馆，牛津大学图书馆和剑桥大学图书馆），另有4所博物馆、1个画廊，其藏品从木乃伊、恐龙骨骼、罗马雕塑，到数十亿年的矿石，应有尽有，其藏品来自世界各地，堪称小型的大英博物馆。这些博物馆，是该校另一吸引众多游客的热点，其中亨特博物馆（Hunterian Museum）每年吸引了无数游客慕名前来。
在2001年10月，数世纪古老的巴沃楼（Bower Building）被烧毁，仅剩下大楼的主体结构，给学校造成了重大损失，包括查尔斯·达尔文进化论“物种起源”数页原稿在内的众多珍贵书籍被彻底烧毁。经过约1300萬英鎊的再修饰后，该楼于2004年11月重新开放。

## 行政与管理
和其他古老的苏格兰大学一样，格拉斯哥大学宪章作为基础框架而被融入苏格兰大学法案。该法案的精髓就是高等教育体系的三权分立。包括：大学行政评议会（University Court），大学学术委员会（Academic Senate）和 大学总务委员会（General Council）。它们的行政职权分工明確。
格拉斯哥大学宪章，格拉斯哥大学学术准则，以及格拉斯哥大学职务委派原则，是格拉斯哥大学执行的最权威的行动准则，并被不断叙述和修改发展为今天的体系，并被记录于“格拉斯哥大学历史与宪章”中。

### 大学行政评议会
管理格拉斯哥大学的行政主体是大学行政评议会，它负责大学的核心事务，包括科研人员的雇佣。评议会同时也会对学校的发展策略提出计划并向全校师生做出说明。大学行政评议会的主席是名譽校長（Rector），他由全体注册学生民主选举产生。

### 大学学术委员会
格拉斯哥大学学术委员会负责管理学术事务，负责授予学位。其学术委员会由有不同专业背景的人士组成。大学学术委员会的主席是格拉斯哥大学校长。

### 大学总务委员会
上述两个委员会的部分成员组成格拉斯哥大学总务委员会，该委员会负责格拉斯哥大学平日的运作决策。大学总务委员会的主席是大学名誉校长，他由所有毕业生民主投票选出。现在的格拉斯哥大学名誉校长是前美国中央情报局职员爱德华·斯诺登。

### 大学执行委员会
格拉斯哥大学执行委员会负责对总务委员会的决策，进行执行。格拉斯哥大学执行委员会主席是，格拉斯哥大学校长，其同时也是副名誉校长，以及大学行政评议会书记。现在的格拉斯哥大学校长是Anton Muscatelli。

## 院系设置
格拉斯哥大学现有四大学院(前九大学院收縮為四大学院)，一百六十八个科目，九十八个学术研究中心，其中四大学院是（以英文首字母顺序排列）：
| 英語 | 漢語譯名                                                                             |
| ---- | ------------------------------------------------------------------------------------ |
|      | 文学院                                                                               |
|      | 医学院                                                                               |
|      | 工程学院（包括航天太空工程系、电子电气工程系、机械工程系、造船系、海洋工程系等科系） |
|      | 法、商及社会学院                                                                     |

其中工程学院的航天太空工程系、造船系、机械工程系；法商社会学院的会计系，商法系、医学院、自然科学学院的空间物理学系和生物及生命学院的医药学系，以及兽医学院都有享誉全球的声誉。

## 学生
2006年2月，格拉斯哥大学總共有19,500名大學部學生與4,000名研究所學生，教職員5,800人。该校87%的学生学生来自英国本土，13%的学生来自海外。在5,800教职员工中，有3,400名专业研究人士。

### 学生会
不像其他的英国大学，格拉斯哥大学并不是只有一个学生会，相反，格大采用三权分立的学生会群体系，代表学生且向学生提供各种福利服务的学生机构是SRC（Students Representative Council），另外该校还有两个大型学生会联盟：他们是以工科学生为主的GUU（Glasgow University Union）和以文科学生为主的QMU（Queen Margaret Union），他们向学生提供SRC服务以外的其他服务。
不仅如此，格拉斯哥大学的学生在2006年11月的全体学生公决中否决了加入“英国大学学生会联盟”（NUS，National Union of Students）的提案。否决这一提案，从一方面讲，对国际学生实际并非有利，因为在大多数英国地区，对NUS的认可度，明显高于对单一学校学生证的认可。但从另一方面，否决该提案，使SRC每年可以节省5万英镑，从而可以提供更多的学生兼职职位，而实际上，这些职位多数由国际学生承当。

### 学生俱乐部与社团
格拉斯哥大学拥有温和的学生俱乐部和社团组织，范围涵盖了从“格拉斯哥大学企鹅保护社团”（Glasgow University Penguin Society）到“格拉斯哥大学马克思主义学生社团”（Glasgow University Living Marxism Student Society），从“格拉斯哥大学跳伞俱乐部”（Glasgow University Parachuter Society）到“格拉斯哥大学马术俱乐部”Glasgow University Equestrianism Society）。其中“格拉斯哥工程社团”（Glasgow University Engineering Society）的前主席帕西·皮莗（Percy Pilcher），是首架动力战斗机的发明者。
在格拉斯哥大学，还有一些慈善社团也是免费参加，这些社团通常挂在教会组织名下。其中声誉较好的是慈善团体是“格拉斯哥之友”（International Friends），该组织不是以布道为目的，经常组织一些在格拉斯哥周围的旅游活动。

### 学生媒体
格拉斯哥大学学生拥有一个积极的学生跨媒体平台，其服务涵盖广播（Subcity Radio （页面存档备份，存于））、电视（Glasgow University Student Television （页面存档备份，存于））、报纸“格大卫报 （页面存档备份，存于）”（Glasgow University Guardian）、杂志（Glasgow University Magazine，GUUi （页面存档备份，存于），Qmunicate （页面存档备份，存于））以及网路传媒，该跨媒体平台由SRC负责管理，同时该校的“哥大卫报”也是英国卫报在英国大学唯一在发行的报纸。所有平面媒体学生服务，全部不收取任何费用。

## 著名校友
格拉斯哥大学在历史上先后培养出无数杰出人物，如下摘录一小部分：
| 姓名                            | 成就                                                   |
| ------------------------------- | ------------------------------------------------------ |
| 李宗恩                          | 中央研究院院士，第一届全国政协委员                     |
| 葉劉淑儀                        | 香港前保安局局長，匯賢智庫創辦人，香港立法会议员       |
| 譚俊榮                          | 澳門社會文化司司長                                     |
| 賴建國                          | 明愛專上學院社會科學院課程主任，香港關注劏房平台召集人 |
| 詹姆斯.麥基爾                   | 加拿大麦克吉尔大学创立人，永久名誉校长，慈善家         |
| 約翰·H·D·安德森                 | 斯特拉思克莱德大学创立人，永久名誉校长，自然哲学家     |
| 約翰·布臣，第一代特威茲穆爾男爵 | 加拿大拿破仑大学名誉校长，作家，加拿大总督             |
| 威廉·艾爾芬斯通                 | 英国阿伯丁大学创立人，永久名誉校长                     |
| 詹姆斯.比頓                     | 格拉斯哥和圣安德鲁斯大主教，苏格兰大主教               |
| 大衛.比頓                       | 枢机主教，圣安德鲁斯大主教                             |
| 阿奇博爾德.坎貝爾.泰特          | 坎特伯雷大主教                                         |
| Alasdair MacMhaighstir Alasdair | 著名凯尔特人吟游诗人，东正教教主                       |
| 德斯布朗QC                      | 英國国防大臣，工党黨魁                                 |
| 吉姆·加拉格爾                   | 英国司法大臣                                           |
| 威廉.羅斯                       | 蒙纳克若斯男爵，苏格兰国务秘书                         |
| 約翰.史密斯                     | 工党黨魁，英国国务大臣                                 |
| A·J·克朗寧                      | 蘇格蘭醫生和小說家                                     |
| 約翰.惠特利                     | 惠特利领主，政治家，律师，首席法官                     |
| 孟席斯.坎貝爾爵士               | 英国自由民主党黨魁                                     |
| 亨利·甘貝爾-班納曼爵士          | 英国首相(自由民主党)                                   |
| 伊恩.漢密爾頓                   | 斯昆石的护送者，英国王室御用大律师                     |
| Hazel Aronson, Lady Cosgrove    | 第一位最高法院女法官                                   |
| 亞當·斯密                       | 哲学家和经济学家，经济学之父                           |
| 陈露                            | 中国大陆经济学家，经济学老师                           |
| 德里克.巴頓爵士                 | 诺贝尔化学奖得主                                       |
| 詹姆斯.布萊克爵士               | 诺贝尔医学奖得主                                       |
| 約翰.博伊德.奧爾                | 一等Boyd-Orr男爵，生物学家，诺贝尔和平奖得主           |
| 約瑟夫·李斯特                   | 外科医学家，外科手术消毒技术创立者                     |
| 伊恩·唐納德教授                 | 超声波妇科检查的创始人                                 |
| James McCune Smith              | 第一位非洲裔美国医生                                   |
| Sir Graham Teasdale             | 昏迷尺度标准创始人                                     |
| Bryan J. Jennett                | 昏迷尺度标准创始人                                     |
| George William Gray             | 药学家，液晶体发现者，东京都奖获得者                   |
| 威廉·湯姆森                     | 物理学家，数学物理学家，热力学温标(开尔文)概念的提出者 |
| 詹姆斯·瓦特                     | 机械学家，工程学家，蒸汽机的改良者                     |
| 約翰·貝爾德                     | 电视的发明者                                           |
| John Grierson                   | 电影制作人，记录片的创始人                             |
| 湯姆.麥奇洛                     | 苏格兰皇家银行主席                                     |
| 傑拉德·巴特勒                   | 著名演员，歌剧媚影主演，古墓丽影主演，300主演          |
| 艾倫.羅傑QC                     | Rodger of Earlsferry领主，首席大法官                   |
| 安妮.馬肯澤                     | 电视评论员                                             |
| 謝博明                          | 長榮大學土地管理與開發學系副教授，曾任該系主任         |
| 徐學庸                          | 台大哲學系副教授，著名西洋古典學學者                   |

### 影片
此部分影像皆为自由版权。
- 格拉斯哥大学 小教堂24小时现场直播 （页面存档备份，存于）
- 格拉斯哥大学 毕业典礼现场直播1 （页面存档备份，存于）
- 格拉斯哥大学 过往毕业典礼 2006届 冬天

如下影像，点击连接后，网页将連結至 Google YouTube。
- 格拉斯哥大学 简介 （页面存档备份，存于）
- 格拉斯哥大学 毕业典礼节选 （页面存档备份，存于）